# Transports aux États-Unis

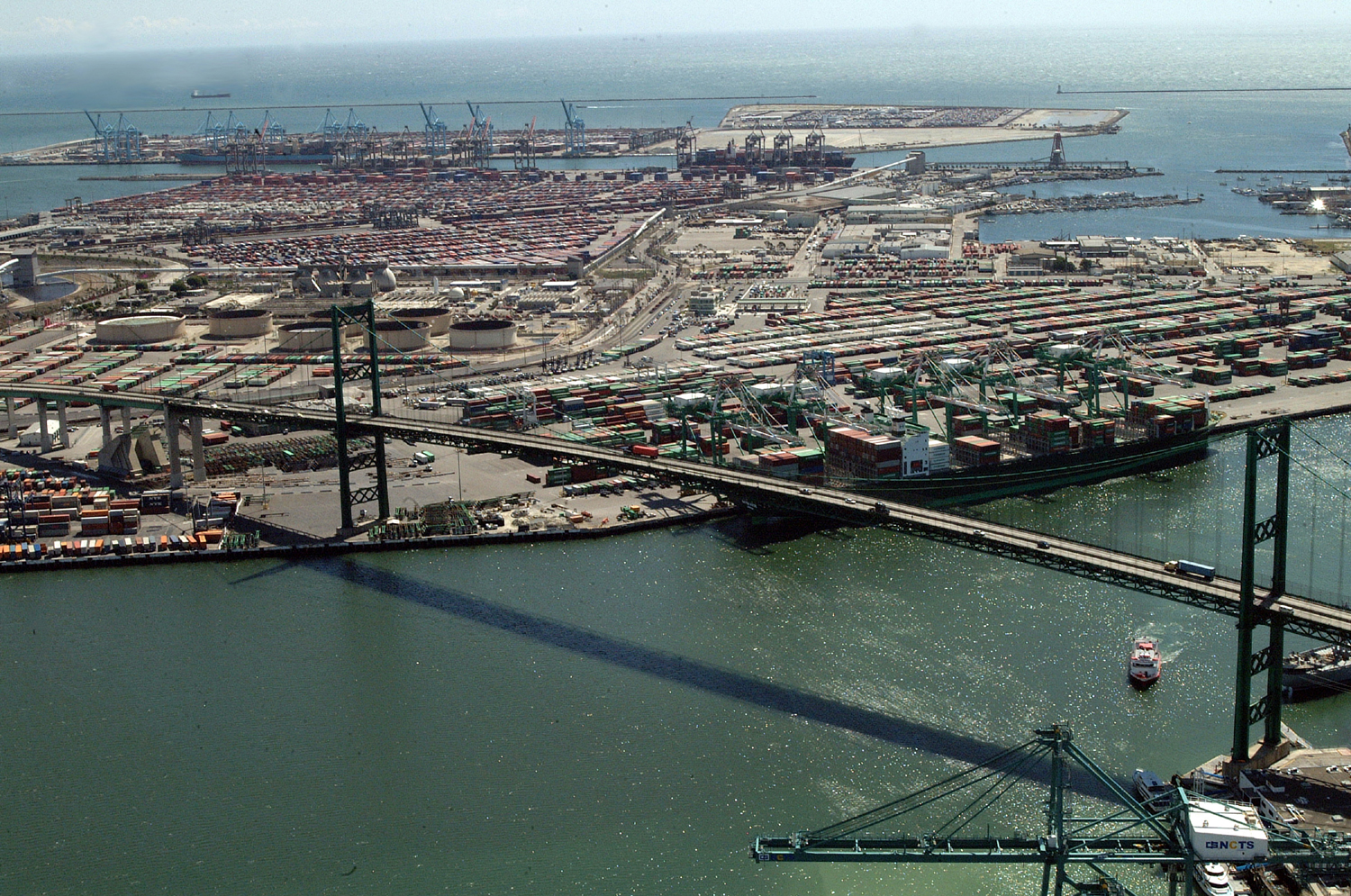
Vue aérienne du Vincent Thomas Bridge et du port de Los Angeles.

Le transport aux États-Unis est dominé pour les transports de voyageurs, par l'avion et l'automobile ; et pour les transports de marchandises, par le bateau, le camion et le train. Les infrastructures de transport ont eu un rôle majeur dans la mise en valeur des ressources naturelles du pays, sa maîtrise territoriale et son accès au rang de superpuissance.

## Histoire

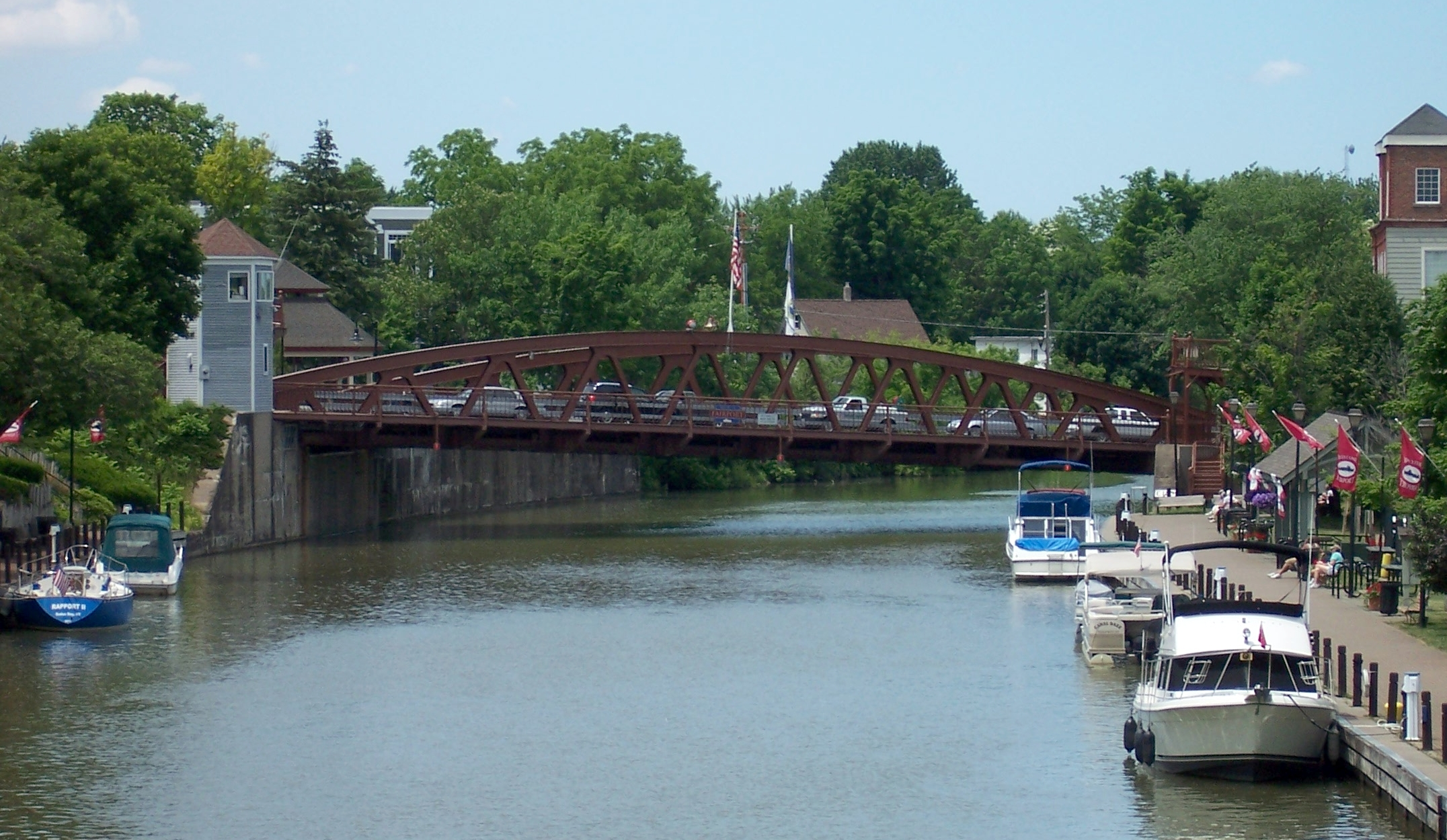
Le Canal Érié à Fairport (New York)

Jusqu'au début du XXe siècle, les voies de communication américaines sont en grande majorité difficilement praticables. Les routes sont qualifiées de corduroy roads à l'Est et sont surtout des chemins de rondins de l'Ouest. C'est vers les années 1840 qu'on y applique la technique du macadam, qui améliore grandement leur utilisation. C'est néanmoins le transport fluvial qui domine les premières décennies du siècle. De 1817 à 1825 a lieu la construction du canal de l'Érié, qui relie Albany à Buffalo, qui ouvre véritablement un âge d'or des canaux. En 1835 les États-Unis comptent 7 000 kilomètres de voies navigables empruntées par de nombreux bateaux à vapeur. La prédominance de celle-ci va néanmoins disparaître avec la démocratisation du chemin de fer.
Le premier chemin de fer américain est créé sur la côte est avec la mise en service en 1830 de la Baltimore & Ohio, première ligne de chemin de fer des États-Unis. Le pays compte 14 400 kilomètres de voies en 1850 et le temps de voyage entre New York et Boston est divisé par 4. Si le nombre de kilomètres du réseau américain égale celui du reste du monde en 1860, il s'agit d'un ensemble disparate loin d'être standardisé, du fait de la non-coopération des nombreuses compagnies privées qui se partagent le réseau. Néanmoins la réduction des distances agit bénéfiquement sur l'économie et la vie quotidienne.

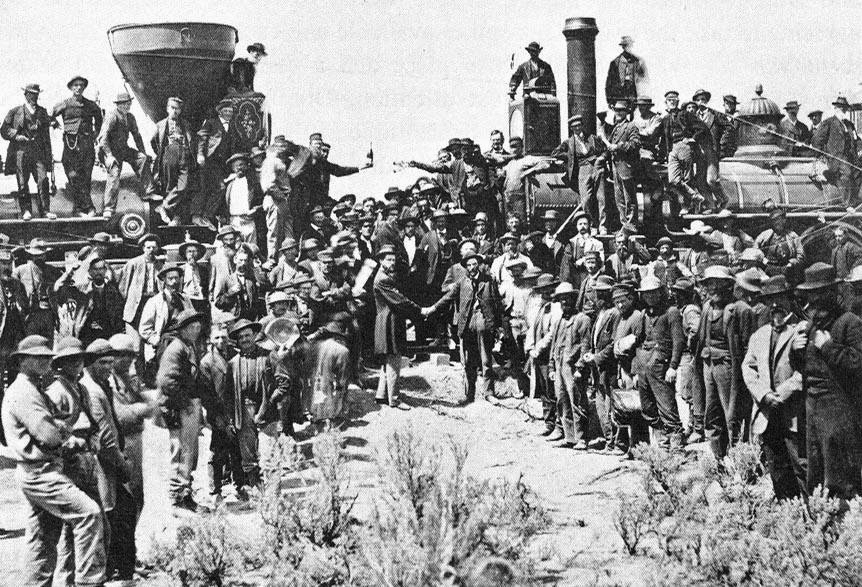
10 mai 1869 : célébration de la jonction du transcontinental à Promontory Summit

En 1869, l'achèvement du Premier chemin de fer transcontinental est une révolution pour la situation économique et démographique de la puissance américaine. Le train devient en effet le moyen de transport dominant, rôle qu'il conserve jusqu'au milieu du XXe siècle. Pendant la Grande Dépression des années 1930, le président Roosevelt met en place la politique du New Deal qui devait redonner du travail aux millions de chômeurs. La Work Projects Administration engagea de nombreux travaux publics et 100 000 ponts et 800 000 km de routes furent aménagés.
Après la Seconde Guerre mondiale, il est largement remplacé par la voiture dans le pays. Les villes sont dès lors pensées pour permettre l'utilisation des véhicules privés. Le règne de l'automobile apparaît à travers la multiplication des autoroutes et des grands aménagements routiers. La Pasadena Freeway (California State Route 110), construite de 1938 à 1953, première autoroute de l'Ouest du pays, préfigure l'apparition du vaste système des Interstate highways, lancé par une loi en 1956 et rendu possible par le soutien de Dwight D. Eisenhower. À partir des années 1970, le transport aérien se démocratise également. En parallèle, le transport de passagers par le train diminue fortement, et les compagnies ferroviaires se tournent presque exclusivement vers le fret. 
Cette situation mène à la création par le gouvernement fédéral d'Amtrak le 1er mai 1971 : il s'agit une entreprise ferroviaire publique dont l'objectif est de maintenir des lignes de passagers entre les centres urbains. Néanmoins, c'est surtout le système routier qui profite des  financements importants. En 1998, un plan de rénovation des autoroutes est mis en place dans le but de les rénover, il s'agit du plan Federal Aid Highways. Actuellement apparaît la notion de supercorridor, une super-infrastructure de transport regroupant autoroutes, chemin de fer, lignes à haute tension, aqueduc... Un projet comme le Trans-Texas Corridor est néanmoins critiqué au niveau de ses conséquences sur l'environnement et la perte de terrains. Le nombre de projets de lignes à grande vitesse semble indiquer que l'avenir du transport aux États-Unis va se jouer sur la mise en valeur et l'amélioration du réseau ferroviaire et, à l'échelle locale, sur l'entrée des transports en commun dans les mœurs des Américains.

## Transport routier

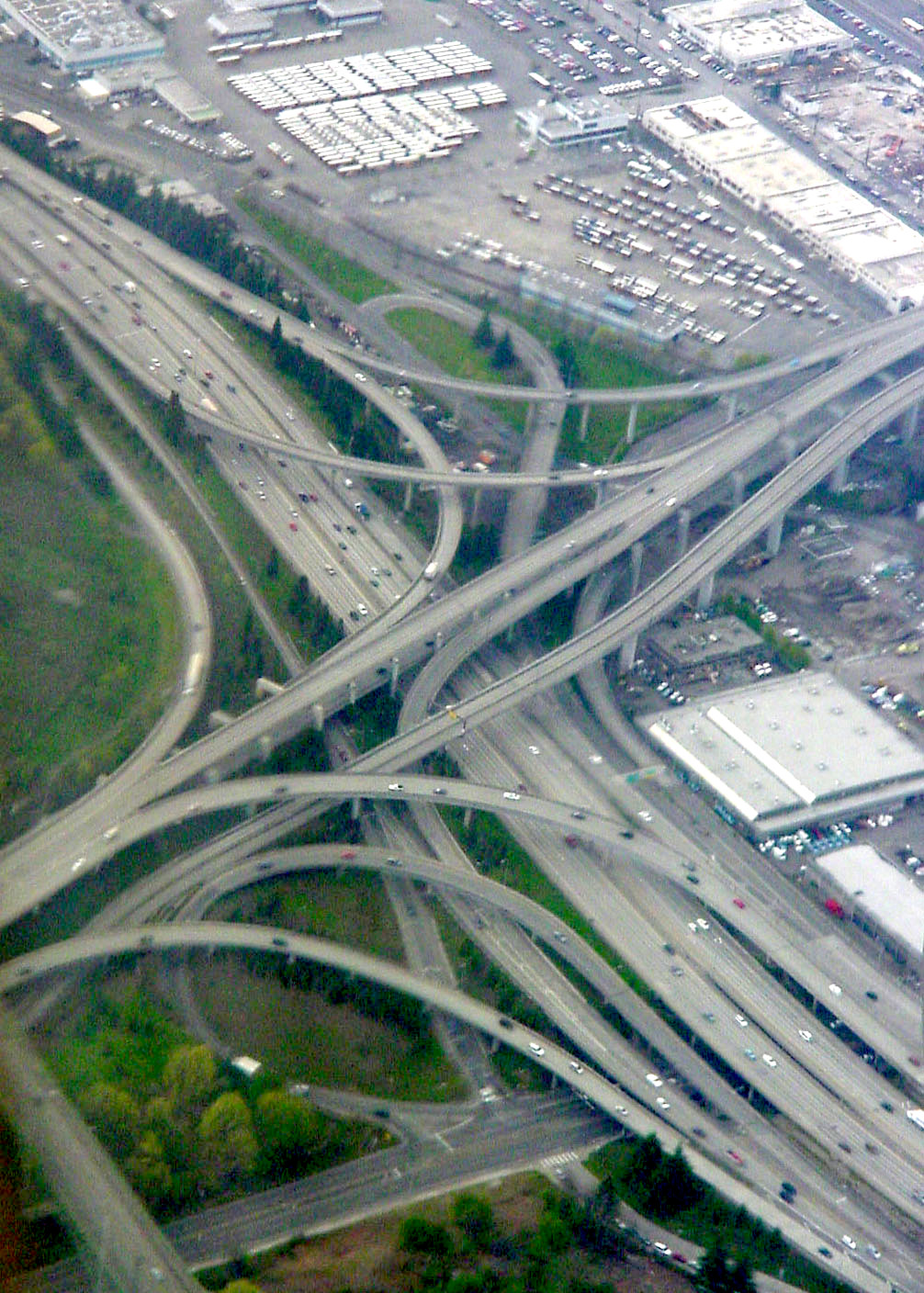
Intersection des Interstate highways I-90 et I-5 à Seattle.

Les routes aux États-Unis d'après le Topologically Integrated Geographic Encoding and Referencing (TIGER) 2018. (fichier PNG de 150Mo).

Avec plus de 80 000 km d'autoroutes et 6,3 millions de km d'autres routes, le réseau américain est le plus long du monde. Il est marqué par son importance : certaines autoroutes urbaines comptent plus de dix voies et certains tronçons peuvent mesurer plus de 100 mètres de large. Les échangeurs autoroutiers du pays comptent parmi les plus utilisés du monde, comme El Toro Y ou le East Los Angeles Interchange. Le plus gros projet autoroutier de l'histoire américaine fut le Big Dig à Boston, achevé en 2007 pour un coût total de 14,6 milliards de dollars.
Cependant le maillage est inégal : les régions densément peuplées (littoraux et partie Est) sont les mieux équipées. Les autoroutes principales sont les Interstate highways, ou autoroutes inter-états. Le réseau secondaire est composé par les United States Numbered Highways, et par les réseaux routiers de chaque état. On compte aussi des autoroutes à péage, surtout dans l'Est, où elles sont désignées sous le nom de turnpikes, et dans le Midwest. L'Ouest n'en compte que quelques-unes.
Pour les voyages, la plupart des Américains préfèrent prendre l'avion pour toute destination éloignée de plus 500 km du lieu de départ, et conduire leur voiture en deçà. 90 % des Américains se rendent au travail en voiture. Le pays compte quelque 246 millions de véhicules particuliers en circulation pour 209 millions de titulaires du permis de conduire. La route convoie 30 % du fret.
Le pays compte 3,5 millions de chauffeurs routiers, l'un des professions les plus courantes dans la plupart des États. En revanche, presque tous les chauffeurs qui entrent dans une société de transport la quittent dans les six mois.
Dans les grandes entreprises, les chauffeurs doivent souvent acheter leur camion en crédit-bail, une technique connue sous le nom de leasing, qui permet à l'entreprise de vendre à crédit l'outil de travail au camionneur. Les entreprises recours de plus en plus au statut d'indépendant, considéré par les syndicats comme du salariat déguisé.
L'international Brotherhood of teamsters est l'un des plus importants syndicats des États-Unis avec 1,4 million de membres. Cependant, les syndicats ne sont pas toujours reconnus par les entreprises, et un chauffeur syndiqué peut rencontrer plus de difficultés pour obtenir un travail. Au contraire, les « briseurs de grève » reçoivent des bonus en remplaçant des chauffeurs grévistes.

## Transport ferroviaire

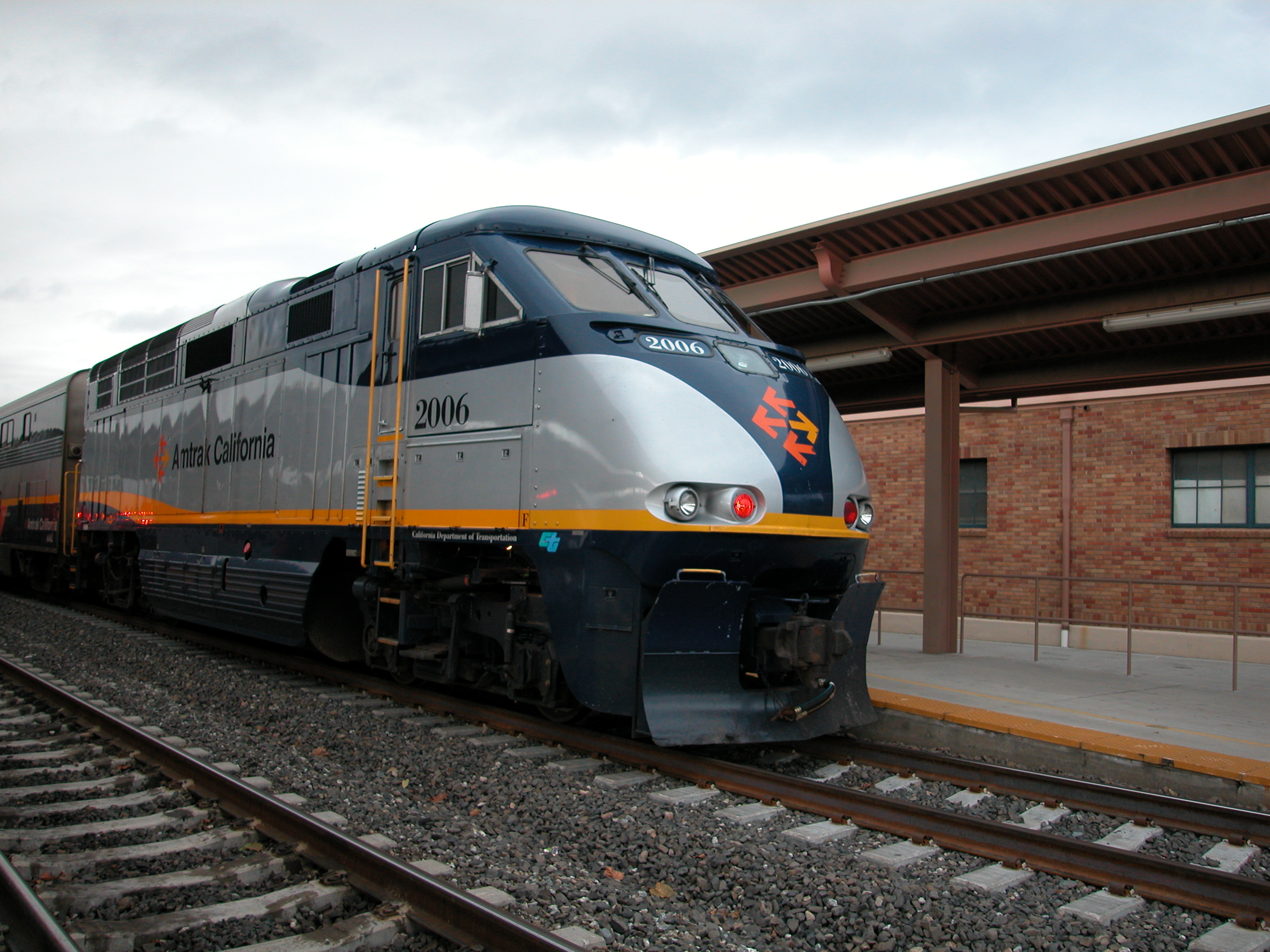
Locomotive Amtrak

Avec plus de 220 000 km de lignes ferroviaires, les États-Unis possèdent le plus long réseau de la planète. C'est surtout le transport de marchandises qui utilise ce moyen : 40 % des marchandises voyagent par train dans le pays. Le fret ferroviaire est en effet économiquement viable et entièrement privé, de même que les autres modes de transport, à l'exception notable de la poste (United States Postal Service). Le transport de passagers est surtout important sur la côte est et dans les grandes régions urbaines. À l'ouest, le service est souvent limité à un ou deux trains quotidiens entre les grandes villes éloignées.
Les seules lignes à grande vitesse actuelles sont celles du réseau Acela Express, situées dans le Northeast Corridor, entre Washington et Boston. Elles sont gérées par l'entreprise ferroviaire principale du pays, Amtrak. Plusieurs projets de lignes à grande vitesse sont néanmoins en cours d'étude. Ainsi, en Californie, le projet High Speed Ground Transportation propose de relier Los Angeles à San Francisco en deux heures et demie, alors que la durée du voyage en voiture est de 7h. Ce projet a été accepté par les Californiens lors du référendum du 6 novembre 2008. Les travaux, qui devraient commencer en 2010, coûteront quelque 31 milliards d'euros et seront financés par l'État fédéral et des fonds privés. Une première ligne reliera San Francisco à Anaheim, dans l'agglomération de Los Angeles, soit une distance de 650 km. Dans un deuxième temps, elle sera étendue au nord vers Sacramento et au sud vers San Diego. Elle devrait transporter 117 millions de passagers d'ici à 2030.
Parmi les autres projets on peut citer la Midwest Regional Rail Initiative, le Ohio Hub, le Keystone Corridor et le Florida High Speed Rail.
Le réseau du pays est bien relié au Canada. Des lignes quotidiennes d'Amtrak relient New York à Montréal, New York à Toronto et Seattle à Vancouver. L'Alaska est, à l'heure actuelle, uniquement accessible par l'intermédiaire de ferrys à train depuis Seattle. Une ligne a été proposée pour rejoindre l'Alaska, les autres États continentaux des États-Unis et le Canada. En ce qui concerne le Mexique, on compte plusieurs compagnies privées gérant des lignes touristiques entre El Paso (Texas), Chihuahua, Copper Canyon et El Fuerte (Sinaloa); également entre Campo (Californie) et Tecate (Baja California). Tout trafic de ferry à train a cessé avec Cuba. Aucune ligne ne lie l'Alaska à la Russie actuellement, mais plusieurs projets ont été proposés pour créer un tunnel ou un pont au niveau du détroit de Béring dans le but de rejoindre la ligne du Transsibérien.

## Transport en commun

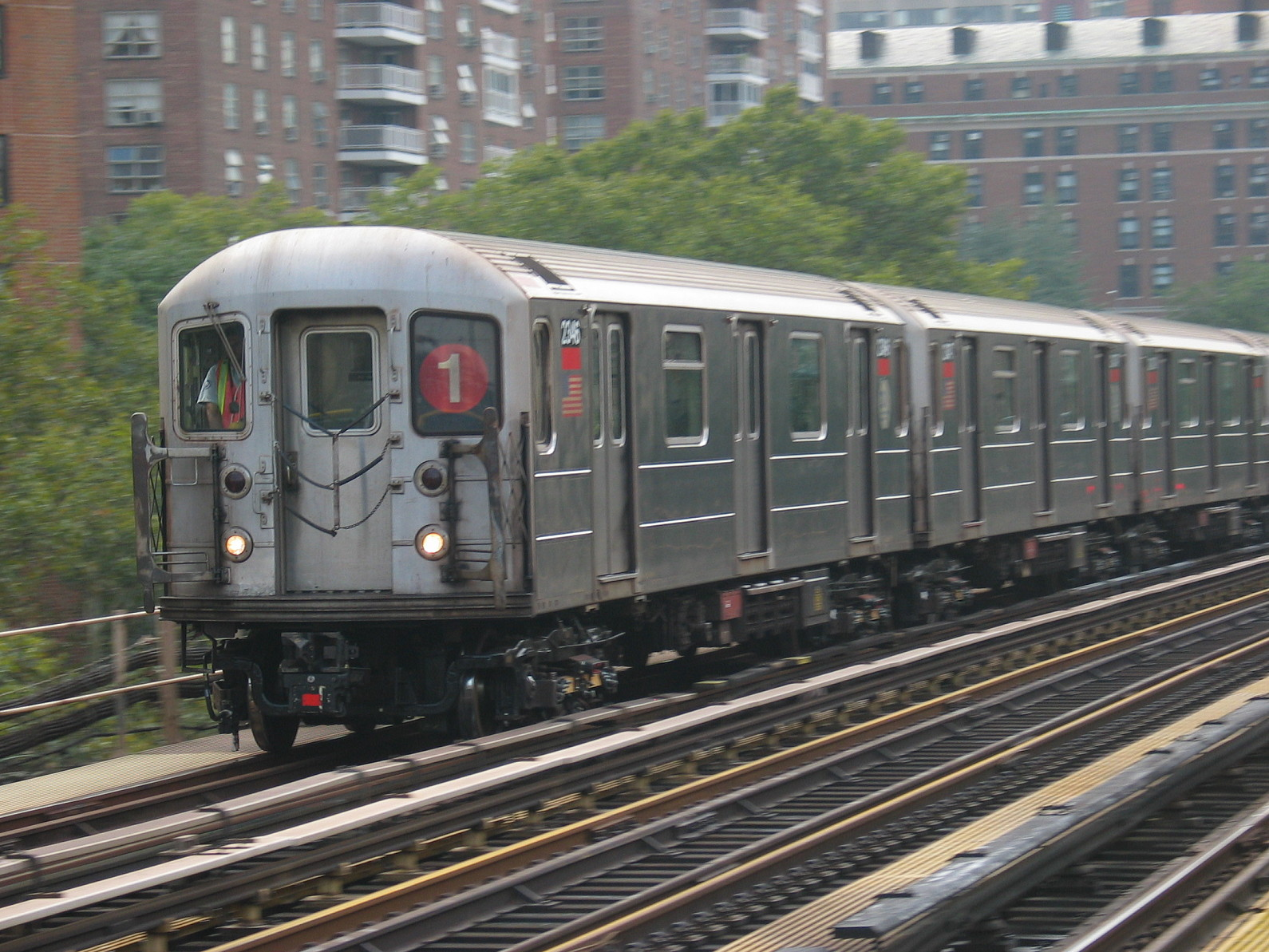
Une rame du métro à New York

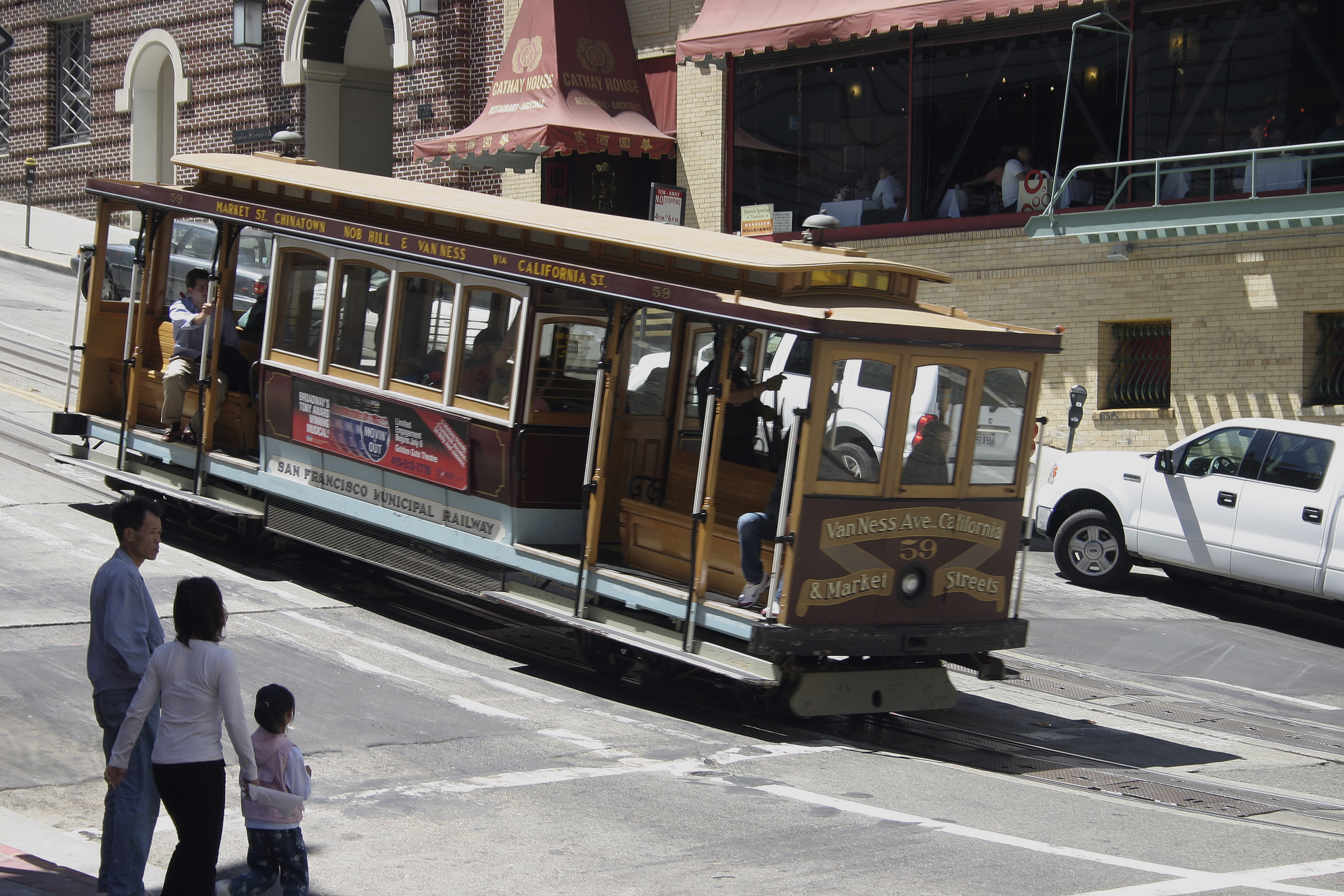
Un en à San Francisco

Dans la plupart des grandes villes il existe des systèmes de transport en commun très développés avec des réseaux étendus de bus, métros, tramways et ferrys. Cependant la plupart des villes américaines sont caractérisées par une utilisation faible ou moyenne des réseaux publics. New York est un cas particulier puisque les transports publics constituent le moyen de transport le plus utilisé par ses habitants. Au contraire, à Los Angeles, seulement 10 % des moyens de transport utilisés sont en commun. Le métro de New York est au premier rang mondial pour ce qui du nombre de stations desservies, c'est également par sa taille l'un des réseaux les plus importants du monde.
La société Greyhound Lines est la plus grande société de transport par autocars des États-Unis. Elle dessert tout le pays. Le car est, dans la plupart des cas, le moyen de transport le moins cher pour les longues distances aux États-Unis.

## Transport aérien

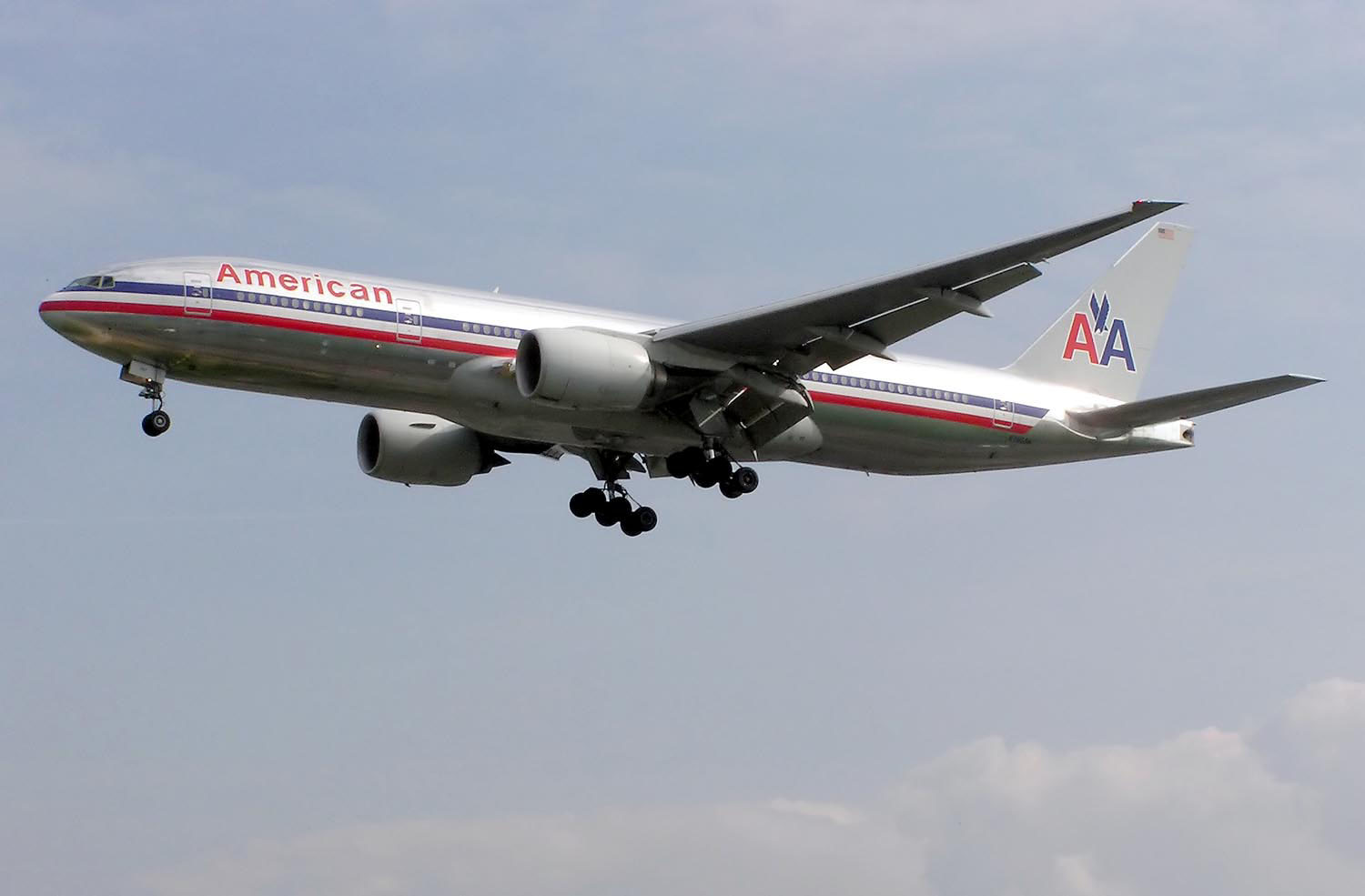
Un avion de American Airlines

Les États-Unis disposent d'un réseau aérien composé de plusieurs dizaines d’aéroports majeurs, dominés par l'aéroport international Hartsfield-Jackson d'Atlanta, le plus grand aéroport du pays et du monde pour son trafic. Au total, on recense 14 947 aéroports dans le pays, dont 5 119 aux voies goudronnées. Le pays compte aussi 149 héliports. En 2004, le pays comptait 17 des trente aéroports les plus utilisés du monde au niveau du transport de passagers, et douze des trente aéroports les plus utilisés par le transport de marchandise.
Le secteur aérien est complètement privatisé dans le pays, où coexistent de nombreuses compagnies aériennes. Le gouvernement fédéral maintient la juridiction sur la sécurité des avions, l'entraînement des pilotes et les enquêtes en cas d'accident (avec la Federal Aviation Administration et le Conseil national de la sécurité des transports). Les aéroports sont souvent construits et gérés par les gouvernements locaux, excepté ceux des bases militaires.

## Transport fluvial et canaux
En 2002, il existe plus de 41 800 km de voies navigables aux États-Unis. Le fleuve Mississippi et les Grands Lacs sont les deux voies majeures du pays pour le transport des marchandises. Le Mississippi a fait l'objet de nombreux aménagements et aujourd'hui, environ la moitié du Missouri-Mississippi est navigable. Des bateaux de 2,70 mètres de tirant d’eau y ont accès et peuvent remonter jusqu’à Minneapolis. Chaque année, 290 000 000 tonnes de marchandises passent par treize ports situés au nord de La Nouvelle-Orléans sur le Mississippi. Le fleuve est également relié par des canaux aux Grands Lacs de Saint-Louis à Chicago, à l'Illinois, à la Floride et au Texas par la Gulf Intracoastal Waterway. La Voie maritime du Saint-Laurent, qui est administrée conjointement par le Canada et les États-Unis, rend l'accès aux Grands Lacs possible depuis l'océan Atlantique. Dans les Grands Lacs, le transport est assuré par des vraquiers spécifiques, les vraquiers des Grands Lacs. Le plus connu d'entre eux est le SS Edmund Fitzgerald, qui sombra dans les eaux du lac Supérieur en 1975 au cours d'une tempête. Les bateaux doivent être de taille Seawaymax pour emprunter les écluses et assurer la jonction des lacs à l'océan.  Le canal Érié établit une autre voie fluviale entre l'océan Atlantique et les Grands Lacs en reliant l'Hudson au Lac Érié, mais il est surtout utilisé par les navires de plaisance.

## Transport maritime

Statistiques des ports américains

Pour le fret, les importations se font généralement par conteneurs qui arrivent dans les ports maritimes et sont ensuite distribués par la route et par le chemin de fer. Le SAFE Port Act de 2006 a imposé des normes de sécurité et de contrôle des conteneurs très importantes.
La United States Merchant Marine est le nom donné à la marine marchande américaine, qui regroupe les navires marchands civils et leurs équipages. Elle comptait en 2006 465 navires et approximativement 69 000 personnes. On doit ajouter à ce nombre quelque 700 autres navires servant les intérêts américains mais étant enregistrés sur les registres d'autres pays.
Les principales villes portuaires sont, dans l'ordre alphabétique: Corpus Christi, Duluth, Hampton Roads, Houston, Long Beach et Los Angeles (Port de Los Angeles-Long Beach), La Nouvelle-Orléans, New York, Philadelphie, Tampa, et Texas City.
| Port                | EVP       | nombre de conteneurs | marchandises en tonnes métriques |
| ------------------- | --------- | -------------------- | -------------------------------- |
| Los Angeles         | 8 469 980 | 4 701 054            | nd                               |
| Long Beach          | 7 289 365 | 4 072 375            | 39 487 870                       |
| New York-New Jersey | 5 092 806 | 2 991 086            | 31 194 421                       |
| Oakland             | 2 391 598 | 1 369 123            | nd                               |
| Savannah            | 2 160 168 | 1 210 199            | 13 954 670                       |
| Tacoma              | 2 067 186 | 1 122 377            | 11 113 010                       |
| Hampton Roads       | 2 046 283 | 1 174 853            | 14 610 970                       |

| Rang | Port                  | État                  | Localisation      | EVP       |
| ---- | --------------------- | --------------------- | ----------------- | --------- |
| 1    | Los Angeles           | Californie            | Façade pacifique  | 6 748 995 |
| 2    | Long Beach            | Californie            | Façade pacifique  | 5 067 597 |
| 3    | New York - New Jersey | New York - New Jersey | Façade atlantique | 4 561 527 |
| 4    | Savannah              | Géorgie               | Façade atlantique | 2 356 512 |
| 5    | Oakland               | Californie            | Façade pacifique  | 2 050 030 |
| 6    | Houston               | Texas                 | Golfe du Mexique  | 1 797 198 |
| 7    | Hampton Roads         | Virginie              | Façade atlantique | 1 745 228 |
| 8    | San Juan              | Porto Rico            | Façade atlantique | 1 673 745 |
| 9    | Seattle               | Washington            | Façade pacifique  | 1 584 596 |
| 10   | Tacoma                | Washington            | Façade pacifique  | 1 545 853 |
| 11   | Charleston            | Caroline du Sud       | Façade atlantique | 1 181 353 |
| 12   | Honolulu              | Hawaii                | Océan Pacifique   | 1 049 420 |
| 13   | Miami                 | Floride               | Façade atlantique | 807 069   |
| 14   | Port Everglades       | Floride               | Façade atlantique | 796 160   |
| 15   | Jacksonville          | Floride               | Façade atlantique | 753 647   |

## Autres
Les États-Unis possèdent le plus grand réseau d'oléoducs et de gazoducs du monde, respectivement longs de 300 000 et 550 000 kilomètres.

## Cartes

### Chemins de fer

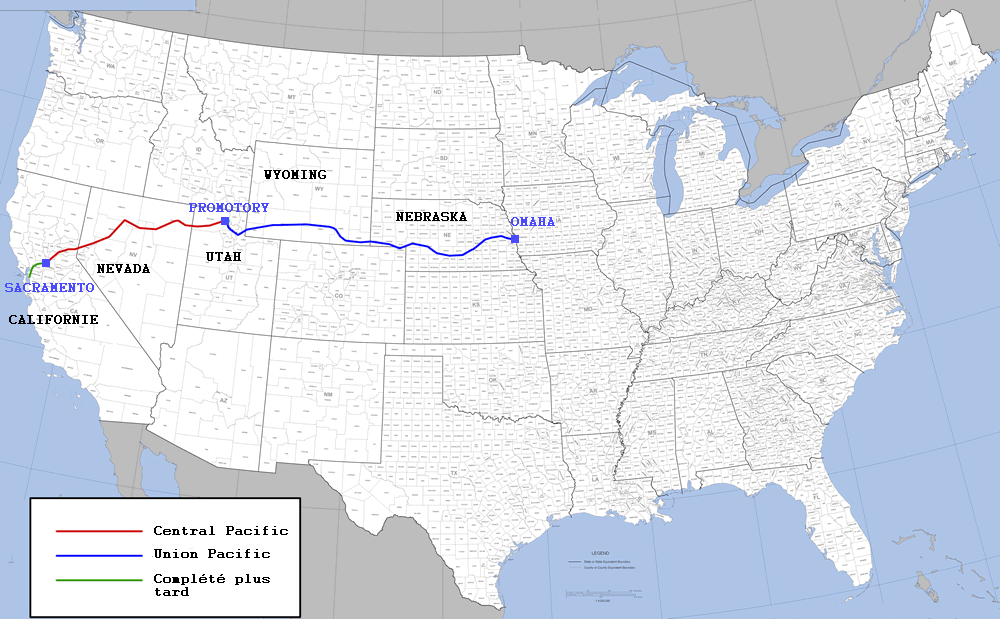
La ligne du Premier chemin de fer transcontinental
Le lignes à grande vitesse principaux du pays

### Routes

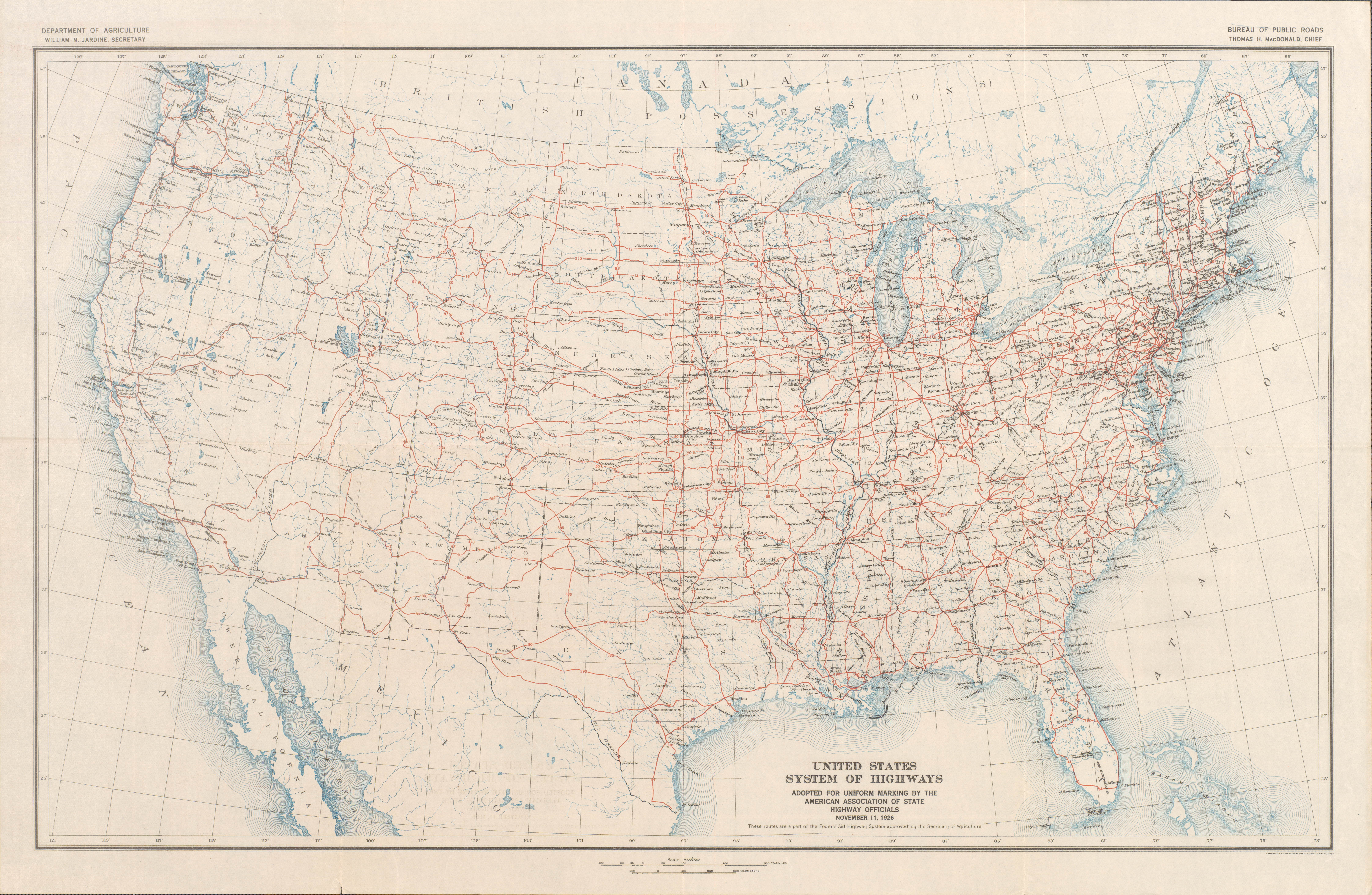
Carte du système U.S. Highway approuvé le 11 novembre 1926
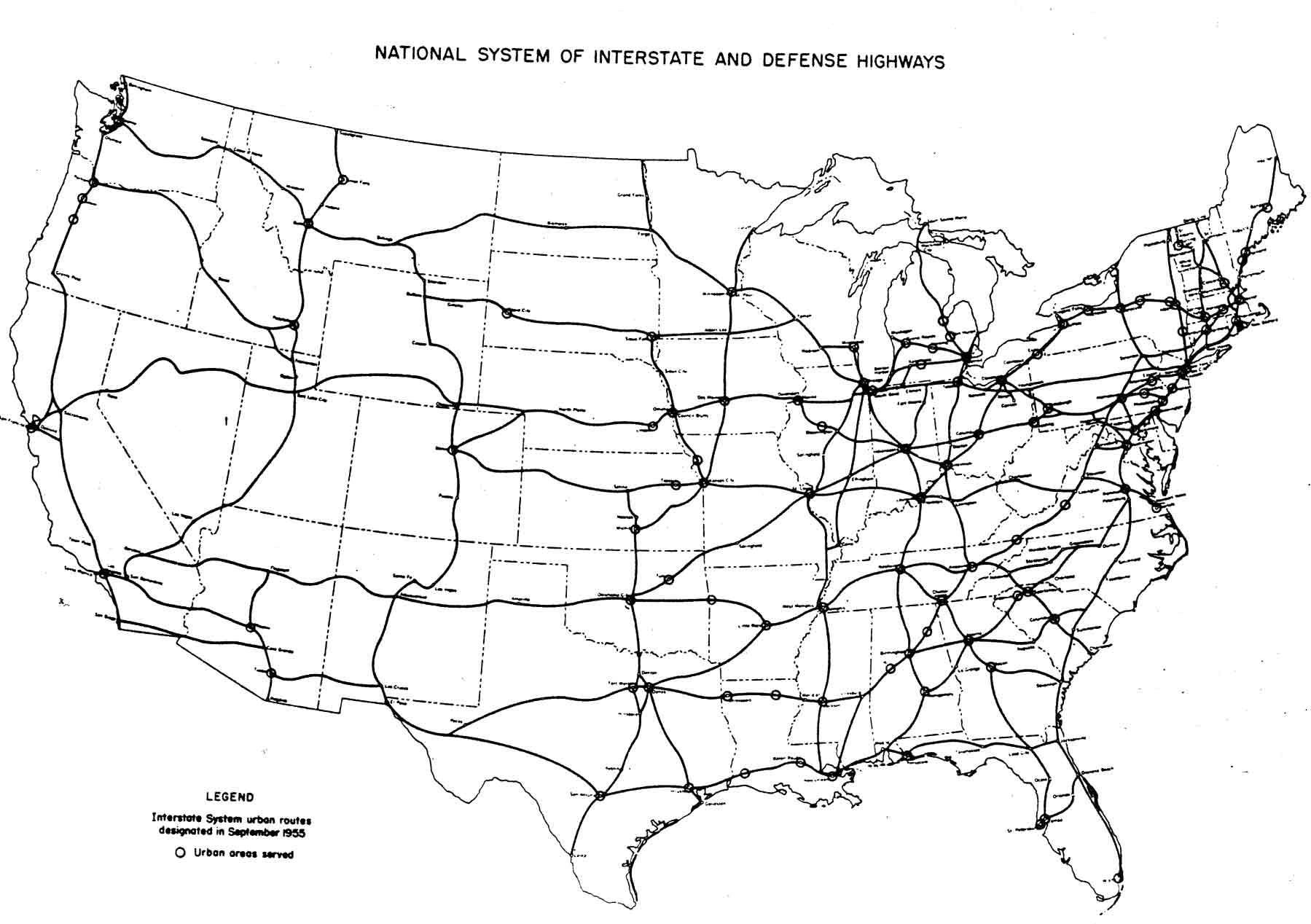
Carte de l'Interstate Highway System de septembre 1955
Carte du réseau routier actuel